# En håndfull tid
En håndfull tid é um filme de drama norueguês de 1989 dirigido e escrito por Martin Asphaug. Foi selecionado como representante da Noruega à edição do Oscar 1990, organizada pela Academia de Artes e Ciências Cinematográficas.

## Elenco
- Espen Skjønberg
- Camilla Strøm-Henriksen
- Nicolay Lange-Nielsen
- Bjørn Sundquist
- Minken Fosheim